# Desmopachria suturalis
Desmopachria suturalis är en skalbaggsart som beskrevs av Sharp 1882. Desmopachria suturalis ingår i släktet Desmopachria och familjen dykare. Inga underarter finns listade i Catalogue of Life.